# Awadeya Mahmoud
Awadeya Mahmoud, född 1963 Södra Kordofan-regionen, Sudan är en sudanesisk tehandlare och aktivist.
Mahmoud arbetar som tehandlare i Sudan, ett yrke som många kvinnor i landet ägnat sig åt för att överleva. Hon har varit med och organiserat de kvinnor som arbetar som tehandlare genom två kooperativ Women’s Food and Tea Sellers’ Cooperative och Women’s Multi-Purpose Cooperative for Khartoum State för att stötta och bevaka rättigheterna för de kvinnor som arbetar som företagare i Sudan.
År 2016 tilldelades Awadeya Mahmoud International Women of Courage Award.
I maj 2019 stöttade Mahmoud protesterna mot den militära regimen genom att försörja demonstranterna med te och mat.